# موتور بمب شاه غز كريم أباد (أرزوئية)
موتور بمب شاه غز کریم أباد (بالإنجليزية: Mowtowr Pamp-e Shah Gaz Karimabad)‏ هي منطقة سكنية تقع في إيران في Arzuiyeh Rural District. يقدر عدد سكانها بـ 71 نسمة .